# Punhobol nos Jogos Mundiais
Este artigo traz os medalhistas do punhobol nos Jogos Mundiais.
Até 2013, o feminino não participa dos jogos, apesar de já haver o mundial da modalidade.

## Masculino
| Jogos               | Ouro               | Prata   | Bronze   |
| ------------------- | ------------------ | ------- | -------- |
| London 1985         | Alemanha Ocidental | Áustria | Brasil   |
| 1989 Karlsruhe 1989 | Alemanha Ocidental | Brasil  | Áustria  |
| Den Haag 1993       | Alemanha           | Suíça   | Áustria  |
| Lahti 1997          | Alemanha           | Áustria | Brasil   |
| Akita 2001          | Áustria            | Brasil  | Alemanha |
| Duisburg 2005       | Áustria            | Brasil  | Alemanha |
| Kaohsiung 2009      | Brasil             | Suíça   | Áustria  |
| Cali 2013           |                    |         |          |